# Thomas Deecke
Thomas Deecke (* 14. Februar 1940 in Lübeck; † 4. Juli 2017 in Berlin) war ein deutscher Kunsthistoriker und Gründungsdirektor des Museums Weserburg in Bremen.

## Leben und Wirken
Deecke studierte Kunstgeschichte, klassische Archäologie und Neuere Geschichte an der Albert-Ludwigs-Universität Freiburg und an der Ludwig-Maximilians-Universität München, sowie an der Freien Universität Berlin. An der FU promovierte er 1973 über Die Zeichnungen von Lovis Corinth – Studien zur Stilentwicklung bei Otto von Simson.
1966 heiratete er Hilda Peill und bekam mit ihr zwei Kinder.

### DAAD Berlin
Als Assistent des Direktors Karl Ruhrberg beim Berliner Künstlerprogramm des Deutschen Akademischen Austauschdienstes (BKP / DAAD) in Berlin begleitete Thomas von 1973 bis 1978 die internationalen Künstlergäste der Sparten Bildende Kunst, Musik, Literatur und Film; darunter u. a. Marcel Broodthaers, Daniel Buren, Rick Cluchey, Robert Filliou, Franz Gertsch, Dan Graham, Duane Hanson, Jean Ipousteguy, On Kawara, Edward Kienholz, György Konrad, Laszlo Lakner, Mario Merz, Eduardo Paolozzi, Michelangelo Pistoletto, Sergio Ramirez, Steve Reich, Antonio Scarmeta, Giuseppe Sinopoli, Istvan Szabo und Jerry Zeniuk während deren einjährigen Berlinaufenthaltes. 1977 organisierte und kuratierte Deecke die dreiteilige Ausstellung Berlin Now in New York im Auftrag des Senators für kulturelle Angelegenheiten im Goethe House N.Y., der New School for Social Research und einem Loft in SoHo.

### Westfälischer Kunstverein Münster
Von 1978 bis 1985 führte Deecke den Westfälischen Kunstvereins in Münster. Hier stellte er u. a. 1979 Edward Kienholz, The Volksempfängers, aus und nahm Lehraufträge an der Pädagogischen Hochschule Münster wie der Akademieabteilung Münster der Düsseldorfer Kunstakademie wahr. Anschließend wirkte er freiberuflich als Kunsthistoriker, Kunstaussteller, Kunstkritiker (das kunstwerk) u. a. für das Goethe-Institut München tätig.

### Museum Weserburg Bremen
1987 erarbeitete Deecke im Auftrag des Senators für Bildung, Wissenschaft und Kunst, ein Konzept für ein Sammlermuseum in Bremen, wurde 1991 Gründungsdirektor und Leiter des Museums Weserburg in Bremen bis zu seiner Pensionierung 2005. Sein Nachfolger, Carsten Ahrens, trat am 10. Juni 2013 nach dem Verkauf der Sammlung Ludwig Roselius Museum im Jahre 2012, die der Weserburg 2005 geschenkt worden war, aufgrund des Protests von Thomas Deecke gegen seinen Nachfolger u. a. in offenen Briefen zurück.

### Sonstiges
1995 richtete Deecke zusammen mit dem damaligen Kurator des Neuen Museums Weserburg Bremen, Peter Friese, mit dem von Hans-Peter Porzner gegründeten imaginären Museum für Moderne Kunst München dessen erste reale Ausstellung aus. In der Folge kam es dann zu einer ganzen Reihe von Ausstellungen zum Thema Kunstbetrieb und Institutionenkritik. In diesem Zusammenhang ist besonders die Ausstellung Originale echt/falsch. Nachahmung, Kopie, Zitat, Aneignung, Fälschung in der Gegenwartskunst in der Weserburg (1999) und Produkt: Kunst – wo bleibt das Original gemeinsam mit Katerina Vatsella, 1997 zu nennen.
2000 wurde Thomas Deecke Honorarprofessor an der Universität Bremen, 2001 Kurator der Fellbacher Triennale für Kleinplastik., 2006 / 2007 Kurator der European Triennial for Small-Scale Sculpture in Murska Sobota / Slovenia. 2016 Kurator der Ausstellung 'Wohin mit der Schönheit?' der Klasse Bildende Kunst der Sächsischen Akademie der Künste Dresden.
Seit ca. 2000 war er als Gutachter für das künstlerische Werk von Lovis Corinth (1858–1925) und bis 2015 als Berater des Archivs für Künstlernachlässe, Abtei Brauweiler, der Stiftung Kunstfonds, Bonn, bis 2016 als Mitglied des Kuratorium der Triennale für Kleinplastik Fellbach, des Kuratoriums des Zentrums für Lichtkunst Unna und des Archivrats der Akademie der Künste Berlin (ausgetreten November 2015) tätig.